# 라디크 이사예프
라디크 밸래디노비치 이사예프(아제르바이잔어: Radik Vələddinoviç İsayev, 러시아어: Ра́дик Велединович Иса́ев 라디크 벨레디노비치 이사예프[*], 레즈기어: Исайрин Радик Велединан, 1989년 9월 26일~)는 러시아 출신 아제르바이잔의 태권도 선수이다. 2016년 하계 올림픽에서 남자 헤비급 금메달을 획득했고 세계 선수권 대회에서 금메달 1개, 동메달 1개를 획득했다.

## 경력
이사예프는 레즈기인 혈통으로 1989년 소련 러시아 소비에트 연방 사회주의 공화국의 자치 공화국인 다게스탄 자치 소비에트 사회주의 공화국 아흐틴스키군에 위치한 우훌에서 태어났다. 그는 다게스탄 국립 무술 센터에서 태권도를 수련했으며 2010년에 러시아 국가대표로 발탁되었다. 이후 2012년 하계 올림픽을 앞두고 러시아 올림픽 대표단의 예비 선수로 발탁되었으나 올림픽에 출전하지 못했다.
2012년 올림픽 참가에 실패한 후 같은 해에 아제르바이잔 국적을 취득했고 2013년에 아제르바이잔 태권도 국가대표로 발탁되었다. 같은 해 7월 멕시코 푸에블라에서 열린 2013년 세계 선수권 대회에 참가하여 아제르바이잔 국가대표 데뷔전을 가졌다. 그는 이 대회에서 동메달을 획득했다.
이사예프는 2014년 바쿠에서 열린 2014년 유럽 선수권 대회에 참가하여 음바르 은디아이를 꺾고 금메달을 획득하였다. 2013 선수권 대회에서는 동메달을 획득하였다. 2016년 올림픽에는 헤비급으로 참가하여 금메달을 획득하였다.

## 수훈
- 쇠흐래트 훈장 (2015년)[4]
- 조국 공헌 훈장 1등급 (2016년)